# Tampichthys ipni
Tampichthys ipni és una espècie de peix cipriniforme de la família dels ciprínids.